# ヴァルター・ポール
ヴァルター・ポール（Walter Pohl、1953年12月27日 - ）はオーストリア出身の歴史学者。オーストリア科学アカデミー中世研究所所長であるとともにウィーン大学歴史文化学部教授。専門領域は民族移動時代と初期中世史。この分野に於ける世界で最も著名な研究者の一人である。
主な専門領域は以下の通りである。
- ローマ世界の変容と中世初期の領域
- 古代－中世間の民族の変化とアイデンティティ
- 民族移動時代と他の民族移動
- 初期中世に於ける法令集
- ステップ民族史
- 中世イタリア文化史

## 文献目録
英訳されたものを以下に示す。完全なリストはpublicationsを参照のこと。
- Die Awaren. Ein Steppenvolk in Mitteleuropa 567 - 822 n. Chr. (2002). English translation in conjunction with Cornell forthcoming.
- Kingdoms of the Empire: The Integration of Barbarians in Late Antiquity (1997).
- Strategies of Distinction: The Construction of Ethnic Communities, 300-800 (1998).
- The Transformation of Frontiers: From Late Antiquity to the Carolingians (2000).
- Regna and Gentes: The Relationship Between Late Antique and Early Medieval Peoples and Kingdoms in the Transformation of the Roman World (2003).